# Brastavățu
Brastavățu – wieś w Rumunii, w okręgu Aluta, w gminie Brastavățu. W 2011 roku liczyła 3615 mieszkańców.